# John Jairo Arias
John Jairo Arias Tascón alias Pinina (Medellín, 1961 – Medellín, 14 giugno 1990) è stato un criminale colombiano, membro del Cartello di Medellín.
Attivo nell'ala terrorista del Cartello, è segnalato dalle autorità colombiane come responsabile di un centinaio di omicidi. Molto rispettato all'interno del Cartello, raggiunse la quinta posizione in importanza dentro la struttura del Cartello. È stato sicario, capo dei sicari e leader della banda criminale I Priscos, che stava al servizio del Cartello. La sua voce squillante gli valse il soprannome di Pinina. A causa della sua posizione critica e della sua riservatezza, non esistono molte foto che lo ritraggono.

## Biografia

### Carriera criminale
Nato in una famiglia estremamente povera, trascorse la sua infanzia nel quartiere di Lovaina, a Medellín. La sua carriera criminale inizia a 12 anni, come ladro. A 15 anni era già sicario. Arias entrò a far parte del Cartel proprio grazie a un furto ai danni di Pablo Escobar: all'esterno del cimitero di San Pedro rubò un'autoradio dalla macchina che apparteneva al noto narcotrafficante. L'uomo della sicurezza incaricato di scovare il ladro arrivò a Pinina, rimanendo incantato dalla sua capacità di rubare. Escobar fu informato e dopo aver parlato con Pinina, decise di assoldarlo nel Cartello di Medellín.
Arias aveva una buona conoscenza dei giovani delle comuni, cosa che gli permetteva di reclutare lì nuovi sicari, con cui trattava direttamente. Pinina partecipò alla quasi totalità degli assassinii del Cartello di Medellín: l'assassinio del ministro Rodrigo Lara Bonilla e del direttore del giornale El Espectador, Guillermo Cano Isaza, nel 1986, la bomba alla sede del El Espectador nel 1989, l'omicidio del colonnello Jaime Ramírez Gómez nel 1986, il sequestro e l'uccisione del procuratore Carlo Mauro Buchi nel 1988, l'assassinio del governatore di Antioquia Antonio Roldán Betancur nel 1989, del colonnello della polizia di Antioquia Valdemar Franklin Quintero sempre nel 1989; ha collaborato all'organizzazione dell'attentato alla sede del DAI nel 1989 (52 morti e più di 600 feriti), è stato nominato tra i colpevoli dell'attentato all'aereo di Avianca del 27 novembre 1989 (110 morti), e per l'omicidio magistrato della Corte Suprema di Giustizia, Hernando Baquero Borda nel 1986, e del candidato presidenziale Luis Carlo Galán nel 1989. È stato un personaggio chiave della guerra contro il Cartello di Cali, e presente in tutte le operazioni "autobomba".

### Morte
Arias fu ucciso il 14 giugno 1990, all'età di 29 anni, durante un'operazione di Polizia mentre si trovava nel suo appartamento del quartiere Il Villaggio di Medellín, assieme alla moglie e a suo figlio. Cadde dal terzo piano del palazzo, tentando di scappare, e si fratturò la caviglia, rimanendo gravemente ferito alla testa. Rialzatosi, risalì al primo piano, dove affrontò i poliziotti rimanendo ucciso. È curioso notare come con la morte di Pinina, il Cartello di Medellín iniziò a crollare. Per vendicare la sua morte, Pablo Escobar ordinò che venisse organizzato un attentato al commissariato di El Poblado, che causò gravi danni. Alla sua morte fu sostituito da Il Pana, Brances Muñoz Mosquera (alias Tyson) e David Ricardo Prisco Lopera. I suoi resti furono sotterrati nel cimitero Campos de Paz a Medellín, dopo il suo corpo venne esumato.

## Televisione
Nel 2012 il canale privato colombiano Caracol Televisión trasmise la serie TV Escobar: El Patrón del Mal, inspirata alla vita di Pablo Escobar, capo del Cartello di Medellín. In questa serie, il personaggio di John Jairo Arias è stato interpretato dall'attore Anderson Ballesteros sotto il nome di Jhon Mario Ortiz alias ''Il Chili''.
Nella serie colombiana Bloque de búsqueda, prodotta da Teleset per Sony Pictures Television e trasmessa nel 2016, ispirata alle forze di Polizia che portarono allo smantellamento del Cartello di Medellín, il suo personaggio è stato interpretato dall'attore Sebastián Boscán, con il nome di alias "Pinocho".